# Tanaka Kakuei

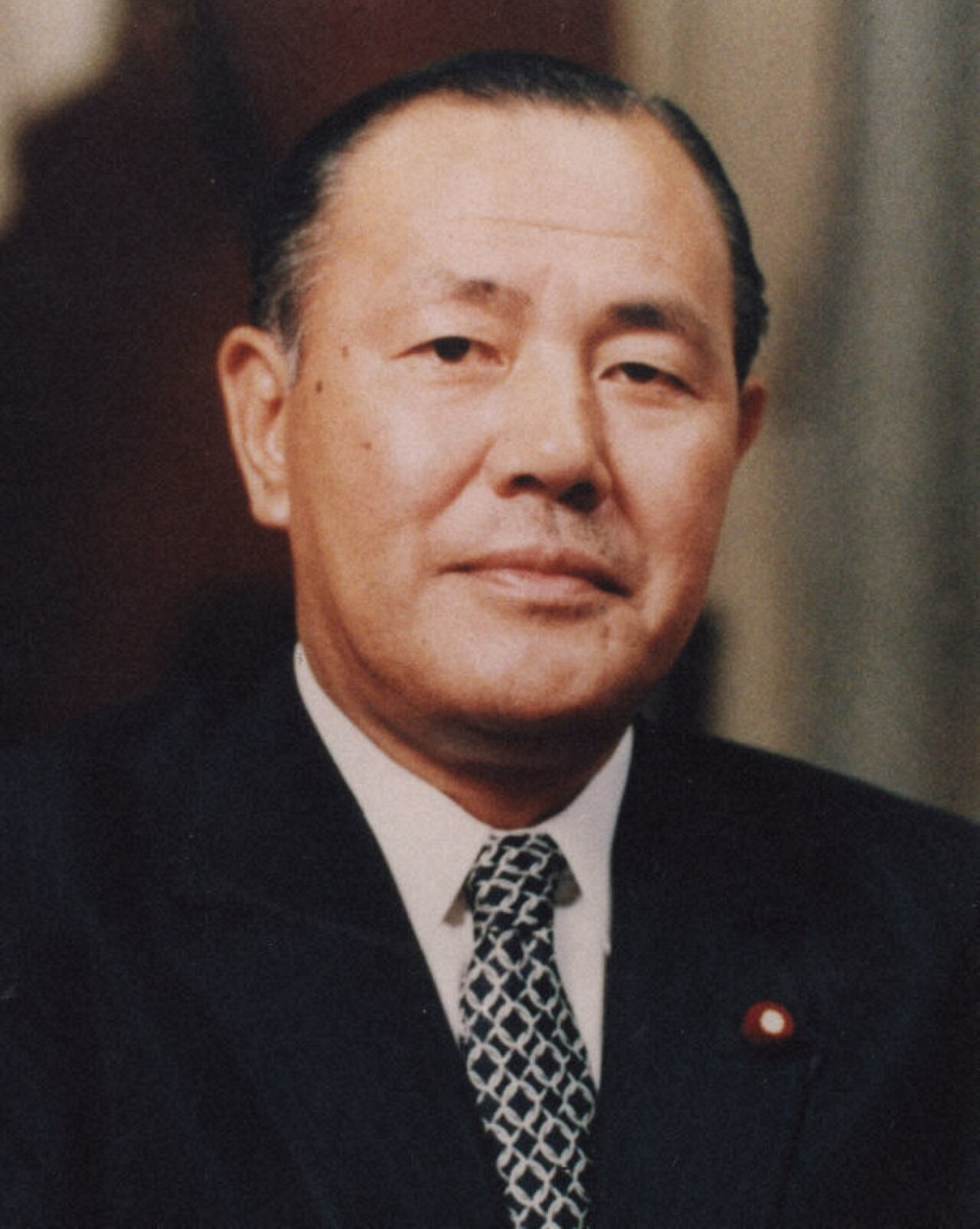
Tanaka Kakuei (1972)

Tanaka Kakuei (japanisch 田中 角榮; * 4. Mai 1918 in Nishiyama, Präfektur Niigata; † 16. Dezember 1993 in Shinjuku, Präfektur Tokio) war japanischer Politiker und vom 7. Juli 1972 bis zum 9. Dezember 1974 der 40. Premierminister Japans. In den von ihm ausgeübten Ämtern erreichte er gute wirtschaftliche und außenpolitische Ergebnisse; zahlreiche Großprojekte sind durch seine Aktivitäten zustande gekommen. Selbst nach seinem Rücktritt von den staatlichen Ämtern war er noch ein einflussreicher Politiker der regierenden LDP.
Tanaka musste mehrfach wegen undurchsichtiger Geschäfte und Bestechungsvorwürfen von seinen Ämtern zurücktreten, so 1948 wegen einer angeblichen Bestechungsaffäre. In den 1960er Jahren hatten Geschäftsleute aus seinem Umfeld in Tokio Bauimmobilien über Scheinfirmen gekauft und er selbst hatte mit Hilfe einer Geisha Immobilienverkäufe eingefädelt. Der aufkommende Black-Mist-Skandal führte zu einer gerichtlichen Anklage. 1976 war er in den Lockheed-Skandal verwickelt; er hatte von dem amerikanischen Flugzeugbauer Lockheed Bestechungsgelder in Höhe von 3 Millionen US-Dollar entgegengenommen.

## Leben

### Werdegang
Tanaka Kakuei wurde in einer ländlichen Familie in Nishiyama in der Präfektur Niigata geboren. Er hatte noch 6 Geschwister. Die Familie lebte in ärmlichen Umständen, weil der Vater sich an der Gründung eines regionalen Molkereiunternehmens beteiligt hatte, das gescheitert war. Mit 15 Jahren verließ er die Schule und nahm 1925 eine Tätigkeit in der Baubranche an. Nebenbei studierte er, um sich ein berufliches Fortkommen zu sichern. Dabei blieben ihm für die Erledigung der Studienaufgaben oft nur die Nachtstunden. Im Jahre 1937 lernte er bei einer geschäftlichen Besorgung den Präsidenten des Riken-Instituts, Vizegraf Ōkōchi Masatoshi kennen. Dieser war von der Geschäftstüchtigkeit und Motivation Tanaka Kakueis angetan und unterstützte ihn bei der Eröffnung eines Architektenbüros in Tokio. Zum Militärdienst in der Kaiserlich Japanischen Armee wurde er 1939 eingezogen. Hier wurde er während des Zweiten Japanisch-Chinesischen Krieges in Mandschukuo zum Kriegsdienst eingesetzt und diente in der Morioka-Kavallerie. 1940 wurde er zum Obergefreiten (Jōtōhei) befördert. Aufgrund einer Lungenentzündung wurde er zur Genesung nach Tokio geschickt und verließ im Oktober 1941 die Armee.

### Schritte in die Politik (1942 bis 1955)

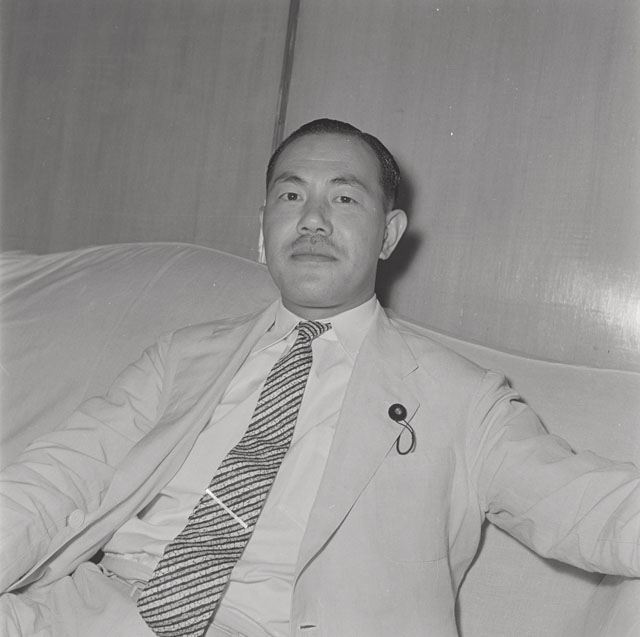
Tanaka als Abgeordneter (1954)

Wieder im zivilen Leben nahm Tanaka eine Beschäftigung im Sakamoto Civil Engineering Unternehmen an. Gleichzeitig versuchte er sein Architektenbüro wieder zu eröffnen. Dabei erhielt er Unterstützung durch die Witwe des Firmenchefs, Frau Sakamoto. Durch diese Beziehung lernte er die Tochter und seine spätere Ehefrau, Hana Sakamoto, kennen. Das eröffnete ihm den Weg in die japanische Oberschicht. 1942 übernahm er die Firma und nannte sie Tanaka Civil Engineering and Construction Industries. Einem Mitglied der Japanischen Fortschrittspartei (Mitglied des Shūgiin-Unterhauses) übergab er 1945 eine großzügige Spende. Um aber selbst auch einen Sitz im Parlament bei den Landtagswahlen 1946 zu erhalten, wechselte er seinen Wohnort von Tokio nach Niigata – seiner Herkunftsregion. Bei diesen Wahlen errang er aber nur 4 % der Stimmen. Kurz vorher war er Mitglied der Demokratischen Partei (Minshutō) geworden. Als Schlussfolgerung aus diesem Wahlergebnis änderte er seine Strategie und konzentrierte sich vor allem auf die Wähler im ländlichen Raum. Dadurch errang er bei den Wahlen 1947 in einem Distrikt den 3. Platz. Bei seiner politischen Arbeit im Reichstag befreundete er sich mit dem ehemaligen Ministerpräsidenten Kijuro Shidchara und schloss sich dem Dōshi-Club an. Als 1948 der Dōshi-Club zur Demokratisch-Liberalen Partei wechselte, vollzog er diesen Wechsel auch persönlich mit. Hier freundete er sich mit dem DLP-Führer Yoshida Shigeru an, und er wurde zum stellvertretenden Justizminister ernannt.
Am 13. Dezember 1948 wurde Tanaka Kakuei wegen angeblicher Bestechung von Kohleinteressenten in Kyūshū inhaftiert. Daraufhin rückten alle bisherigen Unterstützer von ihm ab und weigerten sich seine Wiederwahl zu finanzieren. Er wurde aus allen offiziellen Parteiämtern entlassen. Nach der Übergabe einer Kaution wurde er im Januar 1949 aus dem Gefängnis entlassen. Bei der Wahl im gleichen Jahr wurde er wiedergewählt, traf aber eine Vereinbarung mit dem Kabinettsekretär Kijuro Shidchara, seinen Posten als stellvertretenden Justizminister niederzulegen. Bei der Gerichtsverhandlung zum Bestechungsvorwurf sprach ihn das Tokioter Distrikt-Gericht 1950 für schuldig. Kakuei legte Berufung ein. Zwischenzeitlich übernahm er 1951 das angeschlagene Nagaoku-Eisenbahn-Unternehmen, dessen Strecke Niigata mit Tokio verband. Durch ein straffes Management und gute Organisation schaffte er das Unternehmen wieder in Gang zu bekommen. Das brachte ihm ein großes Ansehen beim Personal des Eisenbahnunternehmens ein. Bei den Wahlen im gleichen Jahr wurde er erneut für einen Sitz im Unterhaus gewählt. Hierbei wurde er von dem Milliardär Osano Kenji finanziell unterstützt. Hauptunterstützung aber erhielt er durch eine Gruppe mit dem Namen „Etsuzankai“ (Niigata Montan Association). Diese verfolgte das Ziel, Vorhaben und wirtschaftliche Forderungen von Bewohnern der ländlichen Region Niigata mit staatlichen Finanzierungen zu realisieren. Im Gegenzug dazu unterstützte die Bevölkerung der Region die Organisation „Etsuzankai“ in Wahlkampagnen ihrer lokalen Parlamentsmitglieder. Zu den fertiggestellten regionalen Projekten gehörten vor allem: das Tadami-River-Kraftwerksprojekt, der New-Shimizu-Tunnel und die Jōetsu-Shinkansen-Hochgeschwindigkeitsstrecke. 1955 legte er seine Mitgliedschaft in der DLP nieder und wechselte zur Liberaldemokratischen Partei Japans.

### Parteien und Mitglied in der japanischen Regierung (1956 bis 1976)

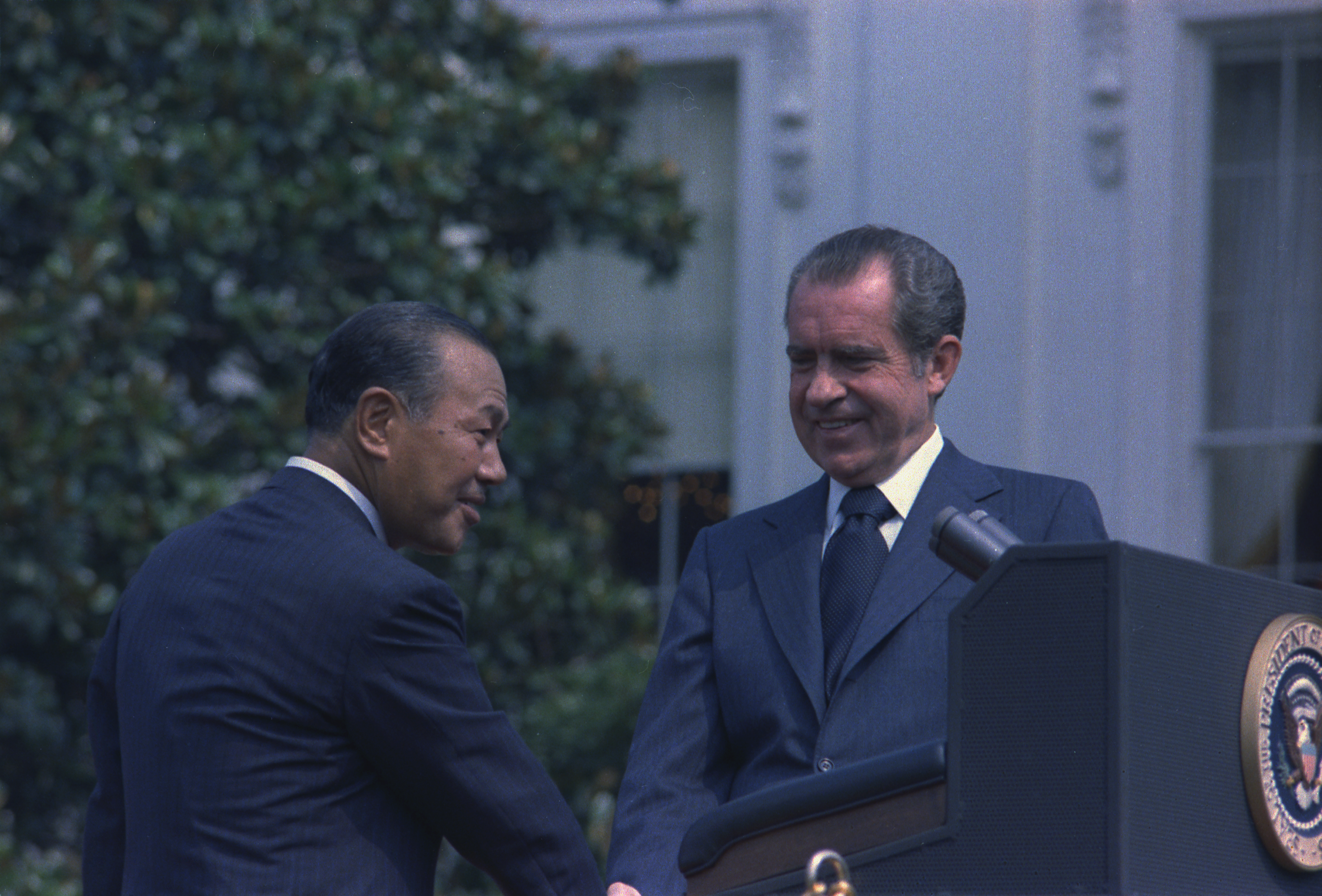
Tanaka mit Richard Nixon (1973)

Bis 1957 gelang es Tanaka durch seine Arbeit ein großes Ansehen zu erreichen und eine leitende Position in der Liberaldemokratischen Partei (LDP) einzunehmen. Mit der Wahl von Kishi Nobusuke als Premierminister im Jahre 1957 wurde Kakuei am 10. Juli zum Minister für Postwesen und Telekommunikation berufen. Dieses Amt hatte er bis Juni 1958 inne und setzte die Vergabe erster Fernsehübertragungs-Lizenzen in Japan durch. Unter Ikeda Hayato wurde Tanaka im Jahre 1958 Vorsitzender des politischen Forschungsrates der LDP. Von 1962 bis 1965 war er Finanzminister in den Ikeda-Kabinetten. In dieser Zeit erreichte er das bisher größte Wirtschaftswachstum für Japan. In den Wahlen 1967 erreichte er eine Rekordbilanz an Stimmen. In der Amtszeit des Premierministers Satō Eisaku sollte er die Position des Generalsekretärs der LDP einnehmen. Da aber der aufkommende Skandal um undurchsichtige Immobiliengeschäfte zu einer gerichtlichen Anklage führte, wurde in der Partei von diesem Schritt Abstand genommen. Als aber Tanaka bei den Wahlen 1967 trotz der negativen Ereignisse ein Rekordergebnis einfuhr, wurde er mit der Funktion des Generalsekretärs betraut.
1971 erhielt er durch Satō Eisaku eine nächste Chance und wurde in seinem umgebildeten dritten Kabinett am 5. Juli mit dem Amt des Ministers für internationalen Handel und Industrie (MITI) betraut. In dieser Amtszeit, die bis zum 7. Juli 1972 dauerte, setzte er sich über diplomatische Wege intensiv für die Repatriierung von Okinawa ein. Im gleichen Monat wurde er zum 64. Premierminister Japans gewählt. Dieses Amt bekleidete er bis zum 9. Dezember 1972 und war damit zugleich auch der 65. Premierminister. In dieser Zeit erfreute er sich großer Beliebtheit, die vor allem auf die erreichten Ergebnisse zurückzuführen war. So erreichte er die Normalisierung der Beziehungen zwischen China und Japan. Dazu führte er Gespräche mit Zhou Enlai und Mao Zedong. Ehrgeizige Infrastrukturpläne brachte er für Japan in Gang. Er veranlasste den Bau von Schnellstraßen, Hochgeschwindigkeitsstrecken im öffentlichen Verkehr und verbesserte die wirtschaftliche Funktion von sekundären Städten mit um die 300.000 Einwohnern. Weiterhin setzte er die Verbesserung der Sozialleistungen des Staates im Bereich der Renten, der kostenlosen medizinischen Leistungen für Ältere, die Einführung eines Kindergeldes durch. 1973 verabschiedete das japanische Parlament das Pollution Health Damage Compensations Gesetz zur Entschädigung von Opfern bestimmter Krankheiten, deren kostenloser medizinischen Unterstützung sowie Gesundheits- und Sozialleistungen für deren Familien. Im internationalen Sektor intensivierte er die Beziehungen zu zahlreichen industriellen und asiatischen Ländern. Er besuchte die USA, Frankreich, Großbritannien, die BRD, Italien, die UdSSR, die Philippinen, Thailand, Singapur, Indonesien und Malaysia. In der US-amerikanischen Fernsehsendung „Meet the Press“ trat er auf, um einen direkten Dialog mit US-amerikanischen Bürger zu führen.

### Verlust der Macht und Ausstieg (1976 bis 1989)
Zu großem Schaden für ihn führte 1974 eine Veröffentlichung des bekannten Magazins Bungei Shunjū, das in einem Artikel darüber informierte, dass Geschäftsleute aus seinem Umfeld Scheinfirmen gegründet hatten, um Grundstücke in der Nähe wichtiger Bauvorhaben zu kaufen, um damit spekulieren zu können. Mitglieder seiner Partei forderten eine öffentliche Untersuchung. Für ihn selbst führte das zum Rücktritt von seinem Amt am 9. Dezember 1974 und zur Zurückstufung als einfaches Parteimitglied. Am 6. Februar 1976 teilte der stellvertretende Vorsitzende der Lockheed Corporation einem Ausschuss des US-Senates mit, dass Tanaka während seiner Amtszeit als Premierminister Bestechungsgelder in Höhe von 1,8 Millionen Dollar über die Handelsgesellschaft Marubeni erhalten hatte. Wegen der Verletzung des Devisengesetzes wurde er am 27. Juli 1976 verhaftet, da er die Zahlung nicht gemeldet hatte. Die Untersuchungen ergaben, dass er die Bestechungsgelder angenommen hatte. Am 12. Oktober 1983 endete der Lockheed-Prozess mit einem Schuldspruch und der Verurteilung Tanakas zu 4 Jahren Haft und einer Geldstrafe von 500 Millionen Yen. Gegen dieses Urteil legte er Einspruch ein und kündigte an, seinen Sitz im Parlament nicht zu verlassen, solange er einen notwendigen Rückhalt hat. Damit löste er eine politische Krise im Parlament aus.
Während der 2. „Lockheed-Wahl“ im Dezember 1983 erhielt Tanaka die meisten Wählerstimmen im gesamten Land. Reinigungsaktionen in der LDP wurden durchgeführt und ein Ehrenkodex eingeführt. Am 27. Februar 1985 erlitt Tanaka einen Schlaganfall und musste sich zur Behandlung ins Krankenhaus begeben. Dabei führte seine Abwesenheit zu weiteren Verunsicherungen bei seinen Anhängern. In regelmäßigen Abständen erschienen aktuelle Zustandsberichte über seinen Gesundheitszustand in der Presse. Erstmals im Januar 1987 trat er wieder vor die Öffentlichkeit, befand sich aber in einem sehr schlechten gesundheitlichen Zustand. Als am 29. Juli das Obergericht Tokio die Berufung Tanakas zurückwies, wurde das Urteil von 1983 rechtskräftig. Erneut legte er Berufung beim Obersten Gerichtshof ein und hinterlegte eine Kaution. Im November des gleichen Jahres gewann er erneut die LDP-Führungswahl. Das Amt des Parteiführers der LDP übte er bis Juni 1989 aus.

### Krankheit und Tod (1989 bis 1993)
Doch sein Gesundheitszustand verschlimmerte sich immer mehr. Deshalb kündigte er im Oktober 1989 seinen Rückzug aus der Politik an. Neben den bisherigen Krankheitssymptomen wurde bei ihm auch zusätzlich noch Diabetes diagnostiziert. Am 16. Dezember 1993 verstarb Tanaka um 14.04 Uhr im Alter von 75 Jahren im Universitätsklinikum der Keiō-Universität. Als Todesursache wurde eine Lungenentzündung festgestellt.
Seine Tochter Makiko war von 1993 bis 2012 mit einer Unterbrechung (2002–2003) ebenfalls Unterhaus-Abgeordnete und u. a. im ersten Kabinett Koizumi Außenministerin. Sein Schwieger- und Adoptivsohn Naoki war von 1983 bis 1990 und nochmals von 1993 1996 Abgeordneter im Unterhaus und von 1998 bis 2016 im Oberhaus. Im umgebildeten Kabinett Noda war er Verteidigungsminister.